# Lijst van rijksmonumenten in Dordrecht/Groenmarkt
De stad Dordrecht telt 48 inschrijvingen in het rijksmonumentregister die zijn gelegen aan of bij de Groenmarkt. Hieronder een overzicht.
| Object | Oorspronkelijke functie? | Bouwjaar                       | Architect         | Locatie        | Coördinaten?                  | Nr.?   | Afbeelding |
| --- | ------------------------ | ------------------------------ | ----------------- | -------------- | ----------------------------- | ------ | --- |
| Pand met statige lijstgevel met verkropte kroonlijst met gesneden fries en consoles | Woonhuis                 | 1709 (jaartal)                 |                   | Groenmarkt 3   | 51° 48' 55" NB, 4° 39' 60" OL | 13335  | Meer afbeeldingen                                                                                                |
| Pand met gepleisterde lijstgevel van parterre en drie verdiepingen | Woonhuis                 | 18e eeuw                       |                   | Groenmarkt 5   | 51° 48' 55" NB, 4° 39' 60" OL | 13336  | Meer afbeeldingen                                                                                                |
| Pand met lijstgevel met verkropte lijst | Woonhuis                 | tweede helft 18e eeuw          |                   | Groenmarkt 11  | 51° 48' 55" NB, 4° 39' 59" OL | 13337  | Meer afbeeldingen                                                                                                |
| Pand met monumentale, bakstenen lijstgevel met zijpilasters | Woonhuis                 | 18e eeuw                       |                   | Groenmarkt 15  | 51° 48' 54" NB, 4° 39' 58" OL | 13338  | Meer afbeeldingen                                                                                                |
| Pand met eenvoudige lijstgevel | Onderdeel woningen e.d.  | eerste helft 19e eeuw          |                   | Groenmarkt 17  | 51° 48' 54" NB, 4° 39' 58" OL | 13339  | Meer afbeeldingen                                                                                                |
| Pand met brede lijstgevel van vier vensterassen, parterre met twee verdiepingen, middenrisaliet en hoekpilasters | Woonhuis                 | tweede kwart 18e eeuw          |                   | Groenmarkt 21  | 51° 48' 54" NB, 4° 39' 57" OL | 13340  | Meer afbeeldingen                                                                                                |
| Pand met gepleisterde lijstgevel rijk gesneden met fries en zwikfiguren | Woonhuis                 | derde kwart 19e eeuw           |                   | Groenmarkt 37  | 51° 48' 54" NB, 4° 39' 57" OL | 13341  | Meer afbeeldingen                                                                                                |
| De Gulden Os / De Vergulde Os | Woonhuis                 | laatste kwart 18e eeuw (stoep) |                   | Groenmarkt 39  | 51° 48' 54" NB, 4° 39' 57" OL | 13342  | De Gulden Os / De Vergulde Os                                                                                    |
| Pand met gepleisterde natuurstenen pilastergevel van parterre en twee verdiepingen ter breedte van drie vensters | Woonhuis                 | 17e/18e eeuw                   |                   | Groenmarkt 63  | 51° 48' 54" NB, 4° 39' 56" OL | 13343  | Pand met gepleisterde natuurstenen pilastergevel van parterre en twee verdiepingen ter breedte van drie vensters |
| Pand met monumentale lijstgevel ter breedte van vier vensterassen, parterre en twee verdiepingen | Woonhuis                 | laatste kwart 18e eeuw         |                   | Groenmarkt 73  | 51° 48' 53" NB, 4° 39' 56" OL | 13344  | Pand met monumentale lijstgevel ter breedte van vier vensterassen, parterre en twee verdiepingen                 |
| Gouden Sleutel (voormalig) | Woonhuis                 | laatste kwart 18e eeuw         |                   | Groenmarkt 85  | 51° 48' 53" NB, 4° 39' 56" OL | 13345  | Gouden Sleutel (voormalig)                                                                                       |
| Pand met gepleisterde lijstgevel | Woonhuis                 | eerste helft 19e eeuw          |                   | Groenmarkt 35  | 51° 48' 53" NB, 4° 39' 55" OL | 13346  | Pand met gepleisterde lijstgevel                                                                                 |
| Huis De Sleutel | Woonhuis                 | midden 16e eeuw                |                   | Groenmarkt 105 | 51° 48' 53" NB, 4° 39' 55" OL | 13347  | Meer afbeeldingen                                                                                                |
| Pand met lijstgevel | Woonhuis                 | derde kwart 19e eeuw           |                   | Groenmarkt 113 | 51° 48' 53" NB, 4° 39' 55" OL | 13348  | Pand met lijstgevel                                                                                              |
| Pand met lijstgevel met verkropte lijst | Woonhuis                 | ca. 1800                       |                   | Groenmarkt 119 | 51° 48' 53" NB, 4° 39' 55" OL | 13349  | Pand met lijstgevel met verkropte lijst                                                                          |
| Pand met lijstgevel met mooi geprofileerde hardstenen vensterdorpels en verkropte lijst | Woonhuis                 | 18e eeuw                       |                   | Groenmarkt 125 | 51° 48' 53" NB, 4° 39' 54" OL | 13350  | Pand met lijstgevel met mooi geprofileerde hardstenen vensterdorpels en verkropte lijst                          |
| Huis onder dwars schilddak | Woonhuis                 | 18e/19e eeuw                   |                   | Groenmarkt 141 | 51° 48' 53" NB, 4° 39' 54" OL | 13351  | Huis onder dwars schilddak                                                                                       |
| Pand met eenvoudig lijstgeveltje | Woonhuis                 | eerste helft 19e eeuw          |                   | Groenmarkt 143 | 51° 48' 53" NB, 4° 39' 54" OL | 13352  | Pand met eenvoudig lijstgeveltje                                                                                 |
| De Gulden Os | Woonhuis                 | 17e/19e eeuw                   |                   | Groenmarkt 153 | 51° 48' 52" NB, 4° 39' 54" OL | 13353  | Meer afbeeldingen                                                                                                |
| Pand met lijstgevel | Woonhuis                 | tweede kwart 18e eeuw          |                   | Groenmarkt 171 | 51° 48' 52" NB, 4° 39' 52" OL | 13354  | Pand met lijstgevel                                                                                              |
| Pand met gewijzigde topgevel met in de verdieping tweelichtskozijn | Appartementengebouw      | mogelijk 18e eeuw              |                   | Groenmarkt 177 | 51° 48' 52" NB, 4° 39' 52" OL | 13355  | Pand met gewijzigde topgevel met in de verdieping tweelichtskozijn                                               |
| Twee huizen achter een lijstgevel | Woonhuis                 | midden 19e eeuw                |                   | Groenmarkt 183 | 51° 48' 52" NB, 4° 39' 52" OL | 13356  | Twee huizen achter een lijstgevel                                                                                |
| Pand met lijstgevel met gave pui uit de bouwtijd, deur met bovenlicht en empire schuiframen | Woonhuis                 | tweede kwart 19e eeuw          |                   | Groenmarkt 193 | 51° 48' 51" NB, 4° 39' 51" OL | 13357  | Pand met lijstgevel met gave pui uit de bouwtijd, deur met bovenlicht en empire schuiframen                      |
| Pand met lijstgevel met empire schuiframen | Woonhuis                 | 18e/19e eeuw                   |                   | Groenmarkt 4   | 51° 48' 54" NB, 4° 39' 60" OL | 13358  | Meer afbeeldingen                                                                                                |
| Pand met trapgevel van het Dordtse type, gepleisterd | Woonhuis                 | 1681                           |                   | Groenmarkt 6   | 51° 48' 54" NB, 4° 39' 60" OL | 13359  | Meer afbeeldingen                                                                                                |
| Pand met lijstgeveltje | Werk-woonhuis            | 17e/19e eeuw                   |                   | Groenmarkt 12  | 51° 48' 54" NB, 4° 39' 59" OL | 13360  | Meer afbeeldingen                                                                                                |
| Pand met lijstgevel | Werk-woonhuis            | 17e eeuw                       |                   | Groenmarkt 16  | 51° 48' 54" NB, 4° 39' 58" OL | 13361  | Meer afbeeldingen                                                                                                |
| Pand met lijstgevel | Werk-woonhuis            | laatste kwart 19e eeuw         |                   | Groenmarkt 18  | 51° 48' 53" NB, 4° 39' 58" OL | 13362  | Meer afbeeldingen                                                                                                |
| Pand met gepleisterde lijstgevel, aan de Voorstraatshaven puntgevel met vlechtingen | Woonhuis                 | eerste helft 19e eeuw          |                   | Groenmarkt 24  | 51° 48' 53" NB, 4° 39' 58" OL | 13363  | Meer afbeeldingen                                                                                                |
| Pand met lijstgevel | Werk-woonhuis            | 17e/19e eeuw                   |                   | Groenmarkt 28  | 51° 48' 53" NB, 4° 39' 58" OL | 13364  | Meer afbeeldingen                                                                                                |
| Pand met lijstgevel | Werk-woonhuis            | eerste helft 19e eeuw          |                   | Groenmarkt 32  | 51° 48' 53" NB, 4° 39' 58" OL | 13365  | Meer afbeeldingen                                                                                                |
| Pand met gewijzigde renaissance trapgevel met waterlijsten en sierankers | Woonhuis                 | 17e eeuw                       |                   | Groenmarkt 36  | 51° 48' 53" NB, 4° 39' 57" OL | 13366  | Meer afbeeldingen                                                                                                |
| Pand met lijstgevel midden | Woonhuis                 | 17e/19e eeuw                   |                   | Groenmarkt 38  | 51° 48' 53" NB, 4° 39' 57" OL | 13367  | Meer afbeeldingen                                                                                                |
| Pand met lijstgevel | Werk-woonhuis            | 1751 (jaartal)                 |                   | Groenmarkt 42  | 51° 48' 53" NB, 4° 39' 57" OL | 13368  | Meer afbeeldingen                                                                                                |
| Pand met gepleisterde lijstgevel | Werk-woonhuis            | eerste helft 19e eeuw          |                   | Groenmarkt 44  | 51° 48' 53" NB, 4° 39' 57" OL | 13369  | Meer afbeeldingen                                                                                                |
| Pand met aan de Voorstraatshaven gevel onder lijst | Woonhuis                 | 17e eeuw                       |                   | Groenmarkt 50  | 51° 48' 53" NB, 4° 39' 56" OL | 13370  | Meer afbeeldingen                                                                                                |
| Dubbel woonhuis achter lijstgevel | Woonhuis                 | 17e/18e/19e eeuw               |                   | Groenmarkt 52  | 51° 48' 53" NB, 4° 39' 56" OL | 13371  | Meer afbeeldingen                                                                                                |
| Pand met lijstgevel | Werk-woonhuis            | eerste helft 19e eeuw          |                   | Groenmarkt 56  | 51° 48' 52" NB, 4° 39' 56" OL | 13372  | Meer afbeeldingen                                                                                                |
| Hoekpad Visbrug. Late Dordtse trapgevel met gezakte vensters, waarin Empire schuiframen. Pand met schilddak, waarin dakvenster | Woonhuis                 | eerste kwart 18e eeuw          |                   | Groenmarkt 72  | 51° 48' 52" NB, 4° 39' 54" OL | 13373  | Meer afbeeldingen                                                                                                |
| Pand met lijstgevel met verkropte lijst en geprofileerde vensterdorpels | Werk-woonhuis            | 18e eeuw                       |                   | Groenmarkt 74  | 51° 48' 51" NB, 4° 39' 54" OL | 13374  | Meer afbeeldingen                                                                                                |
| Pand met lijstgevel met stucversieringen | Woonhuis                 | 17e/18e eeuw                   |                   | Groenmarkt 82  | 51° 48' 51" NB, 4° 39' 53" OL | 13375  | Meer afbeeldingen                                                                                                |
| Dubbel woonhuis achter lijstgevel van vier vensterassen | Werk-woonhuis            | tweede kwart 19e eeuw          |                   | Groenmarkt 84  | 51° 48' 51" NB, 4° 39' 53" OL | 13376  | Meer afbeeldingen                                                                                                |
| Pand met brede lijstgevel | Woonhuis                 | tweede kwart 18e eeuw          |                   | Groenmarkt 88  | 51° 48' 51" NB, 4° 39' 52" OL | 13377  | Meer afbeeldingen                                                                                                |
| Huis achter lijstgevel | Woonhuis                 | 17e eeuw (oorsprong)           |                   | Groenmarkt 92  | 51° 48' 51" NB, 4° 39' 52" OL | 13378  | Meer afbeeldingen                                                                                                |
| Notariskantoor W.H. Van Bilderbeek | Handel en kantoor        | 1895                           | H.A. Reus         | Groenmarkt 10  | 51° 48' 54" NB, 4° 39' 59" OL | 522314 | Meer afbeeldingen                                                                                                |
| Kantoorgebouw met bovenwoning. Het hoekpand heeft een rechthoekige plattegrond met een afgeronde hoek en is boven een hardstenen onderbouw opgetrokken in crèmekleurige strengperssteen die is verlevendigd met rode geglazuurde baksteenbanden. | Handel en kantoor        | 1906                           | H.A. Reus         | Groenmarkt 70  | 51° 48' 52" NB, 4° 39' 55" OL | 522315 | Meer afbeeldingen                                                                                                |
| Bankgebouw met woning in 'Um 1800' stijl. Het gebouw staat in een gesloten straatwand van de Groenmarkt, met de achtergevel aan de Voorstraatshaven                                                                                              | Handel en kantoor        | 1917                           | Carel Tenenti jr. | Groenmarkt 78  | 51° 48' 51" NB, 4° 39' 53" OL | 522316 | Meer afbeeldingen                                                                                                |